# 夫婦学校
『夫婦学校』（ふうふがっこう）は、1971年10月7日から1972年3月30日、および1972年10月5日から1973年3月29日まで日本テレビ系列局が編成していた日本テレビ製作の単発テレビドラマ放送枠である。第1期・第2期ともに全26回。編成時間は毎週木曜 21:00 - 21:30 （日本標準時）。

## 概要
1958年から1967年まで日本テレビが編成していた『夫婦百景』のリバイバル版。様々な男優と女優、さらにタレントや歌手が本枠放送作品で夫婦役を演じていた。
ナイターオフシーズン中のみに編成されていた枠であり、まず1971年10月から半年間編成。1972年3月に一度終了した後は、プロ野球ナイター中継または『木曜映画招待席』（土曜20:00枠に編成されていた『土曜映画招待席』を移動・改題したもの）の編成を経て、1972年10月から再度半年間編成された。
1973年4月からは、替わって土曜21:00枠で後継枠となる『夫婦日記』が編成された。

## 放送作品一覧

### 第1期
| 回 | サブタイトル               | 主演                   |
| -- | -------------------------- | ---------------------- |
| 1  | 恋愛結婚別居中             | 浅丘ルリ子、萩本欽一   |
| 2  | ある亭主の告白             | 関口宏、西田佐知子     |
| 3  | 甘ったれ夫婦               | 三波伸介、紀比呂子     |
| 4  | 三年目にご用心!            | 浅丘ルリ子、藤岡琢也   |
| 5  | 芸者奥さま                 | 浅丘ルリ子、山田吾一   |
| 6  | ホット亭主とパワー女房     | 藤田まこと、倍賞美津子 |
| 7  | 雨がやんだら               | 朝丘雪路、中尾彬       |
| 8  | ケチケチ亭主ばんざい!      | 坂上二郎、大谷直子     |
| 9  | お実家へようこそ           | 加藤武、宇津宮雅代     |
| 10 | この際かあちゃんと別れよう | 植木等、坂本スミ子     |
| 11 | 価値ある亭主とは?          | 井上順之、范文雀       |
| 12 | 二人ぼっち                 | 関根恵子、山田太郎     |
| 13 | 一粒の涙                   | 米倉斉加年、樫山文枝   |
| 14 | めでたい夫婦               | 三田佳子、山口崇       |
| 15 | 夫はお馬がお好き           | 牧伸二、松岡きっこ     |
| 16 | へそくりを探せ!            | 三波伸介、白川由美     |
| 17 | 世話好き女房               | 水前寺清子、渡辺篤史   |
| 18 | 赤ちゃん差し上げます       | あおい輝彦、山本陽子   |
| 19 | 私の旦那様                 | 田中邦衛、長山藍子     |
| 20 | 亭主関白とはいうけれど     | ハナ肇、扇千景         |
| 21 | 姉さん女房はありがたい     | 中村玉緒、寺尾聰       |
| 22 | がんばれ駐在さん!          | なべおさみ、紀比呂子   |
| 23 | 江戸前夫婦                 | 淡島千景、進藤英太郎   |
| 24 | すれちがい旅館             | 宍戸錠、かしまし娘     |
| 25 | 直前結婚                   | 萩本欽一、松原智恵子   |
| 26 | 夫婦喧嘩をしてみたい       | 植木等、八千草薫       |

### 第2期
| 回 | サブタイトル           | 主演                 |
| -- | ---------------------- | -------------------- |
| 1  | 長い長い夜の話         | 吉永小百合、近藤正臣 |
| 2  | 大安吉日               | あおい輝彦、榊原るみ |
| 3  | 妻が恋した男           | 三橋達也、范文雀     |
| 4  | やって来たおばあちゃん | 田村亮、山本陽子     |
| 5  | 別れも楽し             | 沖雅也、小鹿ミキ     |
| 6  | 意地っぱり夫婦         | 関口宏、大谷直子     |
| 7  | 二号さん本業さん       | 児玉清、鰐淵晴子     |
| 8  | 奥さまふたり           | 川崎敬三、宇津宮雅代 |
| 9  | 息子はママより年が上   | 二谷英明、丘みつ子   |
| 10 | 甘ったれとうちゃん     | 萩本欽一、林美智子   |
| 11 | 殴ります!              | 竜雷太、柏木由紀子   |
| 12 | 月とスッポン           | 坂本九、大谷直子     |
| 13 | 底抜け夫婦             | 北島三郎、香山美子   |
| 14 | 初めての写真           | 三田佳子、船越英二   |
| 15 | お嬢さんありがとう     | 近藤正臣、十朱幸代   |
| 16 | 玉砕夫婦               | ハナ肇、草笛光子     |
| 17 | うそ八百               | 坂上二郎、倍賞美津子 |
| 18 | 娘の縁談               | 森光子、千秋実       |
| 19 | けちんぼ人生           | 和田アキ子、藤村俊二 |
| 20 | 脱サラ天下泰平         | 山口崇、和泉雅子     |
| 21 | 転勤夫婦               | 松坂慶子、林隆三     |
| 22 | 女房の妬くほど         | 井上順、酒井和歌子   |
| 23 | 敷金の神様             | 長門裕之、南田洋子   |
| 24 | まるで恋人同士         | 岡崎友紀、浜田光夫   |
| 25 | 愛嬌女房               | 中村玉緒、北村和夫   |
| 26 | あなたの愛             | 渡辺美佐子、内藤武彦 |

参考：読売新聞のラジオ・テレビ欄